# Agenția Internațională pentru Energie Regenerabilă
Agenția Internațională pentru Energie Regenerabilă (IRENA) este o organizație interguvernamentală împuternicită să faciliteze cooperarea, distribuirea cunoștințelor avansate și să promoveze adoptarea și utilizarea durabilă a energiei regenerabile. Este prima organizație internațională care se concentrează exclusiv pe energie regenerabilă, care abordează nevoile atât ale țărilor industrializate, cât și ale celor în curs de dezvoltare. A fost fondată în 2009, iar statutul său a intrat în vigoare la 8 iulie 2010. Agenția are sediul în Masdar City, Abu Dhabi. Directorul general al IRENA este italianul Francesco La Camera. IRENA este un observator oficial al Organizației Națiunilor Unite.